# Quadrangel (Schrift)

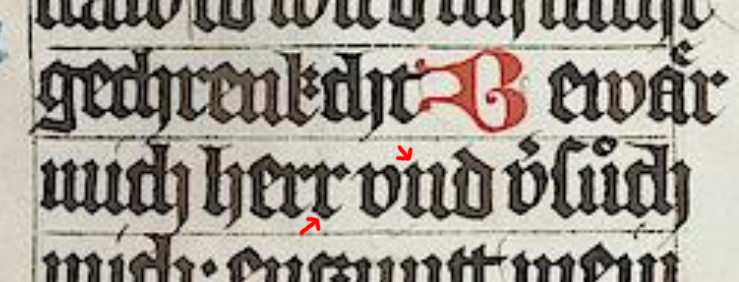
Quadrangel, mit kurzen Haarstrichen verfeinert (siehe rote Pfeile) am Beispiel einer Textura; Ausschnitt aus der „Biblia pauperum“, Eichstätt/Bayern 1430–50

Das Quadrangel („Viereck“) bezeichnet in der Paläografie und Mikrotypografie einen Zierabschluss in der Form eines auf der Spitze stehenden Vierecks. Quadrangel gibt es in gebrochenen Schriften. Sie haben dort eine ähnliche Bedeutung wie Serifen in Antiqua-Schriften.

## Entstehung und Merkmale
Das definierende Merkmal aller gebrochenen Schriften ist die Brechung der Bögen. Das Quadrangel ähnelt stark diesen gebrochenen Bögen und fügt sich dadurch stimmig in das Schriftbild ein. Es handelt sich bei ihm jedoch nicht um einen gebrochenen Bogen im eigentlichen Sinn, sondern um einen verzierenden Strichabschluss.
Bei der rhythmischen Aufeinanderfolge der Abstrichbewegungen für die Schäfte ergibt sich aus der Federbewegung auf natürliche Weise oftmals ein bogen- oder hakenartiger Strichansatz sowohl oben als auch unten an den Schäften. Die Strichführung des Schreibers und die schräge Position der Schreibfederspitze bestimmen dabei maßgeblich dessen Form. In seiner Urform geht er mit einer Rundung in den Schaft über. Indem der Schreiber jedoch am Beginn und/oder Ende des eigentlichen vertikalen Schaftes einen bewussten Stopp mit neuem Ansatz ausführt, entsteht daraus ein an den Schaft angesetztes Parallelogramm: das Quadrangel als kalligrafische Verfeinerung des Strichabschlusses.
Bei Schreibmeistern wie Johann Neudörffer dem Älteren wird das Quadrangel als allgemeines kalligrafisches Element behandelt, nicht nur als Strichabschluss, und dabei von der Raute unterschieden. Quadrangel können aber durchaus auch eine Rautenform haben. Die handschriftlich erzeugten Quadrangel sind meist weniger scharf und gleichförmig als die der späteren Drucktypen. Es kommt auch sehr häufig vor, dass manche Schaftabschlüsse eher gerundet sind und andere eher quadrangelförmig, mit fließenden Übergängen.

### Verwendung
Quadrangel findet man so gut wie ausschließlich bei gebrochenen Buchschriften. In der Unziale oder Antiqua sowie auch in gebrochenen Schreibschriften wie der deutschen Kurrentschrift kommen sie nicht vor.
Quadrangel findet man vor allem bei den Minuskeln. Gelegentlich werden manche Majuskeln mit einem oder mehreren Quadrangeln verziert, die dann vielfältige Positionen einnehmen können, etwa auch seitlich eines Haarstriches wie ein Fähnchen oder völlig freistehend. Solche Formen, sowie auch kurze diagonale Striche wie etwa das Fähnchen des Buchstabens r haben oft die Form eines Quadrangels, wenngleich sie aber keine Quadrangel im Sinne eines Zierabschlusses sind. Beispiele:
|  | Hamburger Bibel (1255): oben meist Quadrangel, unten meist gerundete Schaftabschlüsse                             |  | Der erste Schaft dieses Buchstabens n hat oben einen hakenförmigen Strichabschluss und unten ein Quadrangel. Der zweite Schaft hat unten statt einem Quadrangel einen hakenförmigen Strichabschluss. |
|  | Lektionarium Arnolds von Meissen (13. Jahrhundert): oben meist Quadrangel, unten meist gerundete Schaftabschlüsse |  | Dieses r hat ein Quadrangel am unteren Schaftende, das mit einem Haarstrich verfeinert ist. Sein Fähnchen hat ebenfalls die Form eines Quadrangels.                                                  |
|  | Bibel der Malmesbury Abbey, England (1407): deutlich ausgeformte Quadrangel                                       |  | Logo des Museums Haus der Bayerischen Geschichte: Großbuchstabe B mit zwei einzelstehenden rautenförmigen Quadrangeln verziert                                                                       |

### Vor- und Nachteile
Das Quadrangel verziert den Schaft und dient ihm als optischer Verankerungspunkt im Liniensystem. Die unteren Quadrangel sitzen auf der Grundlinie, die oberen auf der x-Linie. Das Quadrangel bildet außerdem einen Ausgangspunkt für viele weitere Gestaltungen. Seine Ecken können beispielsweise überspitzt werden, kurze Haarstriche und ausladende Schwünge können an ihm ansetzen.
Quadrangel können den benachbarten Buchstaben bzw. Schaft berühren, vor allem bei einer engen Schrift wie der Textura. Das kann dazu führen, dass man gebrochene Bögen und Quadrangel sowie die Grenzen der Buchstaben nur schwer unterscheiden kann, so dass es erschwert wird, eine Buchstabenfolge wie beispielsweise „num“ zu lesen.

## Quadrangel in der Typografie

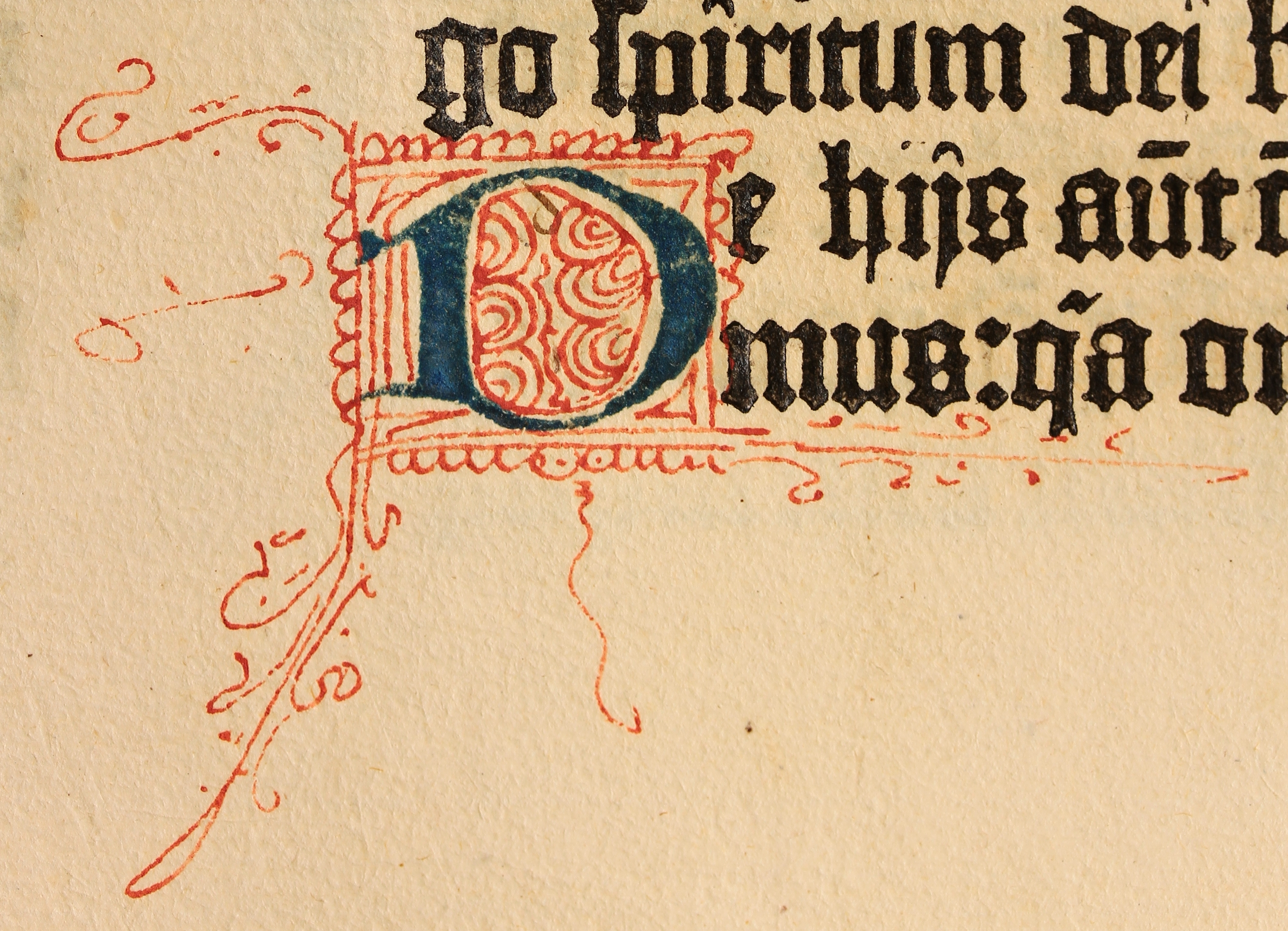
Detail aus der Gutenberg-Bibel

Mit der Einführung des Buchdrucks wurden die verschiedenen gebrochenen Schriften für den Buchdruck adaptiert und dann dort weiterentwickelt. Bereits die 1450 erschienene Gutenberg-Bibel verwendete eine Textura mit Quadrangeln. Als wesentliches Formenmerkmal gebrochener Schriften waren Quadrangel mikrotypografisch stets von großer Bedeutung.
Die Form des Quadrangels wurde der Handschrift nachempfunden, in der Satzschrift jedoch weiter formalisiert. Der „Federwinkel“ bei Quadrangeln kann gleich oder auch steiler sein als der in der übrigen Schrift. Im typischen Fall sind drei Ecken des Quadrangels sichtbar (links und rechts wie ein Sporn leicht über den Strich hinausragend), die vierte Ecke ist im Strichinneren verborgen. Bei oben angesetzten Quadrangeln kann jedoch auch die rechte Ecke, und bei unten angesetzten Quadrangeln die linke Ecke mit einem Knick in den Schaft übergehen, ohne seitlich überzustehen. Eine beidseitige Verschmelzung, so dass weder die linke noch die rechte Ecke des Quadrangels übersteht, wird im Regelfall vermieden.
Das Wort Quadrangel wurde teilweise synonym zum Zierabschluss in gebrochenen Schriften. Beispielsweise bezeichnete Johann Neudörffer den sogenannten Elefantenrüssel der Fraktur als „gewundener Quadrangel“. Auch das Umgekehrte findet sich: gelegentlich wird das Quadrangel in der Literatur als „rautenförmige/quadratische/rechteckige Serife“ oder ähnlich bezeichnet.

### Teilweiser Verzicht auf Quadrangel in Groteskschriften
Während des kurzzeitigen Aufkommens der gebrochenen Groteskschriften in den 1930er Jahren experimentierten manche Schriftgestalter damit, die Quadrangel einer Schriftart teilweise, aber nicht komplett, durch gerade Strichabschlüsse wie bei der Grotesk-Antiqua zu ersetzen. Beispiele:

Die Schriftart National: am ersten Schaft des n ist das Quadrangel weggelassen, am zweiten nicht. Das große N entspricht dem kleinen n.
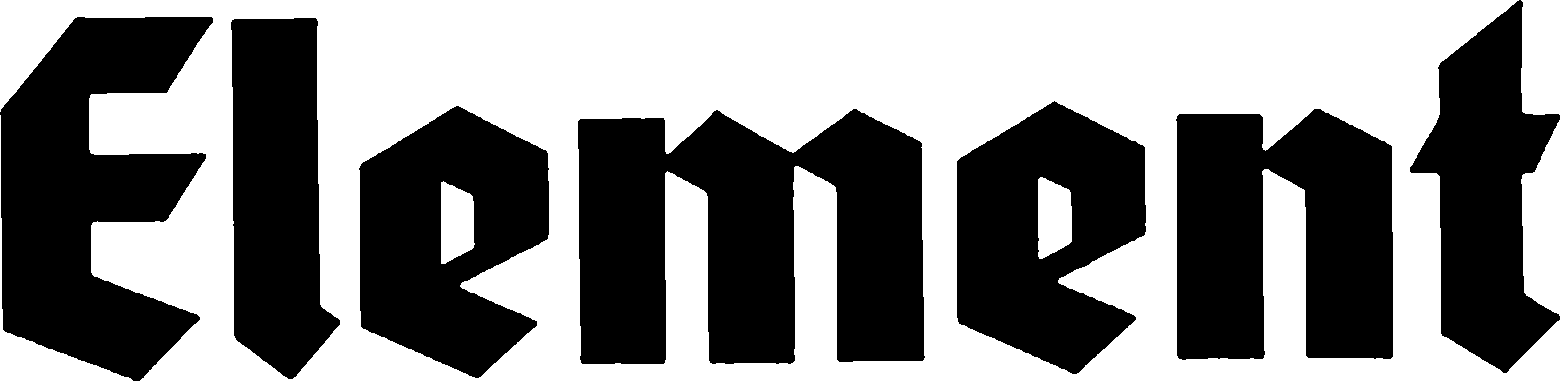
Die Schriftart Element: Quadrangel beim l und t, gerader Abschluss an allen Schäften des m und n.

## Genus
In der Literatur findet man die Genera „der Quadrangel“ und „das Quadrangel“. Laut Duden ist das Genus sächlich. Der Plural lautet „die Quadrangel“.